# Liste de ponts du Kazakhstan
Cette liste de ponts du Kazakhstan a pour vocation de présenter une liste de ponts remarquables du Kazakhstan, tant par leurs caractéristiques dimensionnelles, que par leur intérêt architectural ou historique.
Elle est présentée sous forme de tableaux récapitulant les caractéristiques des différents ouvrages proposés, et peut-être triée selon les diverses entrées pour voir ainsi un type de pont particulier ou les ouvrages les plus récents par exemple. La seconde colonne donne la classification de l'ouvrage parmi ceux présentés, les colonnes Portée et Long. (longueur) sont exprimées en mètres et enfin Date indique la date de mise en service du pont.

## Grands ponts
Ce tableau présente les grands ouvrages du Kazakhstan (liste non exhaustive).
|  |   | Nom                            | Kazakh                         | Portée   | Long. | Type                                          | Voie portée Voie franchie   | Date | Localisation                            | Province              | Ref.  |
|  | - | ------------------------------ | ------------------------------ | -------- | ----- | --------------------------------------------- | --------------------------- | ---- | --------------------------------------- | --------------------- | ----- |
|  | 1 | Pont suspendu de Semipalatinsk | Семей қаласындағы аспалы көпір | 750      | 1086  | Suspendu Tablier caisson acier, pylônes acier | Turlykhanov Street Irtych   | 2002 | Semeï 50° 24′ 35,4″ N, 80° 13′ 29,2″ E  | Kazakhstan-Oriental   |       |
|  | 2 | Pont M3 (1)                    |                                | 151      |       | Arc Acier, tablier suspendu                   | Sarayshyq Street Ichim      | 2009 | Astana 51° 07′ 52,5″ N, 71° 26′ 49,4″ E | Astana                | [ 1 ] |
|  | 3 | Pont M3 (2)                    |                                | 151      |       | Arc Acier, tablier suspendu                   | Syghanaq Street Ichim       | 2009 | Astana 51° 07′ 14,1″ N, 71° 26′ 44,6″ E | Astana                | [ 1 ] |
|  | 4 | Pont de Ramstore               |                                | 120      |       | Arc Acier, tablier intermédiaire              | Qabanbay Batyr Avenue Ichim | 2009 | Astana 51° 09′ 06,7″ N, 71° 25′ 41,1″ E | Astana                | ,     |
|  | 5 | Pont sur l'Oural               |                                | 105 (x3) | 483   | Mixte acier/béton Bipoutre                    | Oural                       | 1998 | Uralsk 51° 07′ 31,4″ N, 51° 21′ 52″ E   | Kazakhstan-Occidental |       |